# Khouit Ire
Pour les articles homonymes, voir Khouit.
Khouit Ire est une reine de la Ve dynastie. 

## Sépulture
|                    | Khouit Ire       |  |
| ------------------ | ---------------- |  |
| Type               | Mastaba          |  |
|                    |                  |  |
| Emplacement        | Saqqarah         |  |
| Date de découverte |                  |  |
| Découvreur         | Auguste Mariette |  |
| Fouilles           |                  |  |
| Objets découverts  |                  |  |

Bien qu'elle soit également qualifiée de fille du roi de sa chair sur le tambour de la porte d'accès à sa chapelle funéraire, ce qui fait d'elle une princesse de sang royal, les inscriptions sur son tombeau ne révèlent pas les noms des souverains de la dynastie à laquelle elle était liée. Elle est parfois donnée pour être l'épouse du pharaon Menkaouhor sans plus d'assurances.
Son tombeau a été identifié pour la première fois par Auguste Mariette à la fin du XIXe siècle. Il a livré une stèle fausse porte qui était recouverte de stuc qui s'est désagrégé peu de temps après sa mise au jour, détruisant l'inscription dédicatoire et peut-être les noms de ses parents ou tout du moins de son royal époux. Cependant, d'autres parties décorées du mastaba ont subsisté et donné les titres de la reine permettant d'assurer son statut royal. 
Parmi ses titres on relèvera les suivants :
- Grande (dame) au sceptre Hetes (wrt-hetes) ,
- Grande de louanges (wrt-hzwt) ,
- Incarnation d'Horus et de Seth (mAAt Hr-StX) ,
- Fille du roi (sAt nswt) ,
- Épouse du roi (nswt Hmt) ,
- Épouse du roi sa bien-aimée (Hmt nswt mrt.f)

Ces qualificatifs la rattachent au rôle de grande épouse royale, ce qui est diversement apprécié selon la place qu'on lui donne et le fait qu'elle ait été inhumée dans un mastaba et non dans une pyramide de reine.